# Ellen Corby
Ellen Hansen Corby (født 3. juni 1911, død 14. april 1999) var en amerikansk manuskriptforfatter og skuespiller. Hun er bedst husket for rollen som bedstemor Esther Walton på CBS tv-serien The Waltons, som hun vandt tre Emmy Awards for. Hun var også nomineret til en Oscar og vandt en Golden Globe for sin præstation som tante Trina i I Remember Mama (1948).